# Martha Mansfield

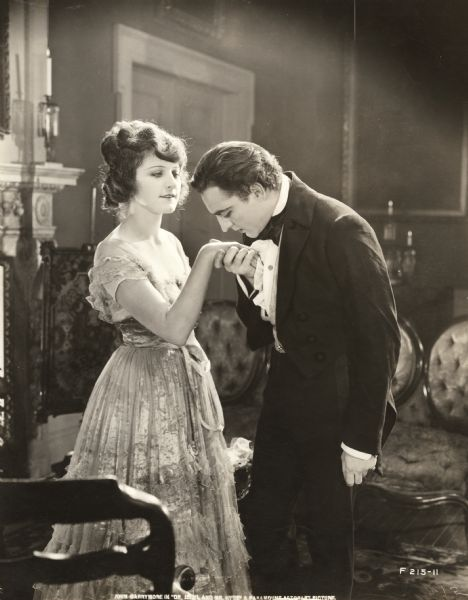
Martha Mansfield y John Barrymore en Dr. Jekyll and Mr. Hyde (1920)

Martha Mansfield (Nueva York, 14 de julio de 1899-San Antonio, Texas, 30 de noviembre de 1923) fue una actriz de vodevil y cinematográfica estadounidense, activa en la época del cine mudo.

## Primeros años
Su verdadero nombre era Martha Ehrlich, y nació en Nueva York, Estados Unidos, siendo sus padres Maurice y Harriett Gibson Ehrlich. Ella tenía una hermana menor, Edith, nacida en 1905. Aunque muchas biografías afirman que Martha nació en Mansfield, Ohio, su certificado de nacimiento y de defunción mantienen que nació en Nueva York. Sin embargo, su madre, Harriet, era de Mansfield, adonde había llegado en 1885 tras emigrar desde Irlanda. Martha adoptó posteriormente como nombre artístico el de dicha ciudad.

## Carrera
A los 14 años de edad estaba determinada a ser actriz. Ella presionó para obtener un papel en una producción de Mujercitas representada en el circuito de Broadway en 1912, el cual finalmente consiguió. Además de actriz, Mansfield trabajó también como modelo artística y como bailarina, actuando en el musical Hop o'My Thumb en 1913.
Con el nombre de "Martha Early" fue contratada para trabajar seis meses con los Essanay Studios en 1917, actuando en tres filmes con el actor francés Max Linder. En 1918 trabajó en el espectáculo Ziegfeld Follies, y ese mismo año hizo su primer largometraje, Broadway Bill, junto a Harold Lockwood. A principios de 1919 Mansfield anunció que había decidido dedicarse totalmente al cine y, antes de mudarse a la costa oeste, hizo primeros papeles en cintas producidas por Famous Players-Lasky, mientras que en octubre volvió a actuar en un show de Florenz Ziegfeld, The Midnight Frolic.
Su primera película rodada en Hollywood fue Civilian Clothes (1920), dirigida por Hugh Ford. Mansfield ganó fama con la interpretación de Millicent Carew (papel ofrecido en un principio a Tallulah Bankhead) en la adaptación al cine de Dr. Jekyll and Mr. Hyde, película protagonizada por John Barrymore. Posteriormente fue contratada por Selznick International Pictures, compañía para la cual trabajó con Eugene O'Brien en The Perfect Lover (1919). En 1921 Mansfield volvió a las tablas haciendo una gira de vodevil, y al año siguiente actuó en dos filmes independientes, Queen of the Moulin Rouge y Till We Meet Again, pasando el resto del año en gira por el circuito de vodevil.
En 1923 Mansfield finalizó su contrato con Selznick, iniciando uno nuevo con Fox Film Corporation. Su primer film para Fox fue The Silent Command, protagonizado por Edmund Lowe y Béla Lugosi. Los últimos largometrajes que completó en su corta carrera fueron Potash and Perlmutter y The Leavenworth Case, ambos de 1923.

## Muerte

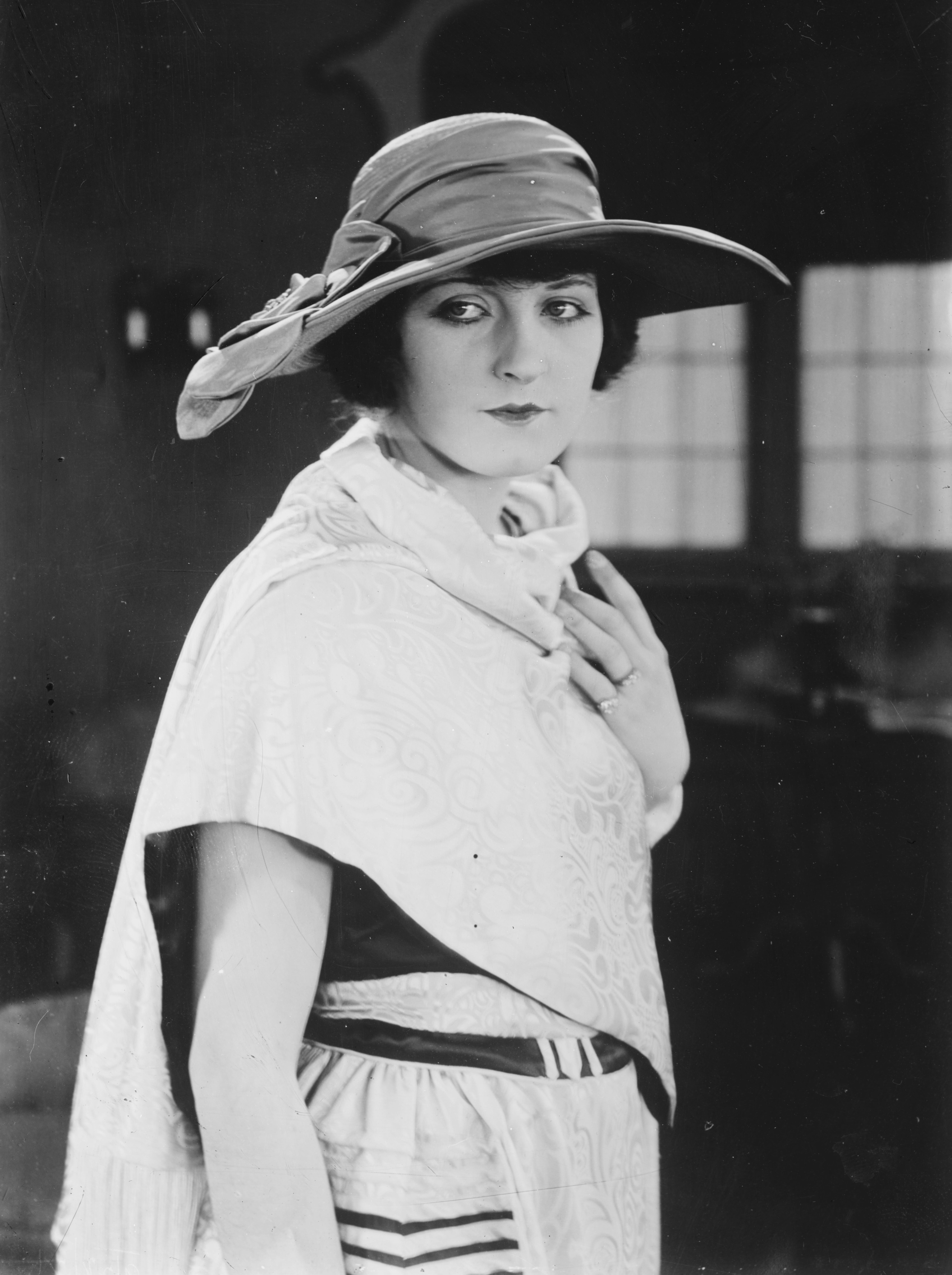
Mansfield en una fotografía no fechada

El 29 de noviembre de 1923, mientras trabajaba en San Antonio, Texas, en la película de época The Warrens of Virginia, Mansfield sufrió graves quemaduras cuando una cerilla prendió fuego a su vestido de grandes faldas y volantes endebles propio de la época de la Guerra de Secesión. Mansfield hacía el papel de Agatha Warren y acababa de filmar sus escenas cuando su ropaje prendió. No se quemó la cara y el cuello gracias a que Wilfred Lytell le echó por encima su pesado abrigo. El fuego fue apagado, pero ella sufrió graves quemaduras en el cuerpo.
Aunque fue trasladada rápidamente a un hospital, Martha Mansfield falleció menos de 24 horas después a causa de las quemaduras en las extremidades, que le provocaron bacteriemia e insuficiencia renal. Tenía 24 años de edad. Acompañado por el actor Phillip Shorey, el cadáver fue llevado a su natal Nueva York, siendo enterrado en el Cementerio Woodlawn, en el Bronx.
Nunca pudo determinarse con exactitud quien tiró la cerilla que quemó el vestido de Mansfield. Cuando finalmente se estrenó The Warrens of Virginia a finales de 1924, el papel de Mansfield se había suprimido, y Rosemary Hill pasó a interpretar el primer personaje femenino.

## Filmografía
| Año  | Título                    | Papel                 | Notas                      |
| ---- | ------------------------- | --------------------- | -------------------------- |
| 1917 | Max Comes Across          |                       | Corto                      |
| 1917 | Max Wants a Divorce       | La mujer de Max       | Corto                      |
| 1917 | Max in a Taxi             |                       | Corto                      |
| 1918 | Broadway Bill             | Muriel Latham         |                            |
| 1918 | The Spoiled Girl          |                       | Corto                      |
| 1919 | The Hand Invisible        | Katherine Dale        |                            |
| 1919 | The Perfect Lover         | Mavis Morgan          |                            |
| 1919 | Should a Husband Forgive? |                       |                            |
| 1920 | A Social Sleuth           |                       | Corto                      |
| 1920 | Women Men Love            | Ruth Gibson           |                            |
| 1920 | Mothers of Men            | Paulette              |                            |
| 1920 | Dr. Jekyll and Mr. Hyde   | Millicent Carewe      |                            |
| 1920 | Civilian Clothes          | Florence Lanham       |                            |
| 1920 | The Wonderful Chance      | Peggy Winton          |                            |
| 1921 | His Brother's Keeper      | Helen Harding         |                            |
| 1921 | Gilded Lies               | Hester Thorpe         |                            |
| 1921 | The Last Door             | Helen Rogers          |                            |
| 1921 | A Man of Stone            | Lady Fortescue        |                            |
| 1922 | Queen of the Moulin Rouge | Rosalie Anjou         |                            |
| 1922 | Till We Meet Again        | Henrietta Carter      |                            |
| 1923 | Is Money Everything?      | Mrs. Justine Pelham   |                            |
| 1923 | The Woman in Chains       | Claudia Marvelle      |                            |
| 1923 | Youthful Cheaters         | Lois Brooke           |                            |
| 1923 | Little Red School House   | Mercy Brent           |                            |
| 1923 | Fog Bound                 | Mildred Van Buren     |                            |
| 1923 | The Silent Command        | Peg Williams, la vamp |                            |
| 1923 | Potash and Perlmutter     | La modelo principal   |                            |
| 1923 | The Leavenworth Case      | Mary Leavenworth      |                            |
| 1924 | The Warrens of Virginia   | Agatha Warren         | Estrenada a título póstumo |